# Corporación de Puerto Rico para la Difusión Pública
La Corporación de Puerto Rico para la Difusión Pública(en inglés Puerto Rico Public Broadcasting Corporation) es un conglomerado de medios públicos fundado por el Gobierno de Puerto Rico. La Corporación posee y administra varios medios, incluidos WIPR-AM, WIPR-FM WIPR-TV y WIPM-TV.

## Historia
Fundado en 1949, cuando el Gobierno de Puerto Rico estableció la estación radial con el nombre de WIPR-Radio con una programación educativa y cultural. El propósito de este proyecto, fue fortalecer el proceso de educación comunitaria que promovía la guerra contra el analfabetismo y la promoción de la incesante actividad cultural estrechamente vinculada a nuestra identidad como pueblo.
Posteriormente, en 1958, WIPR inaugura sus instalaciones de televisión, convirtiéndose en la primera televisora educativa en Latinoamérica y la tercera en los Estados Unidos.

### Privatización de la organización
La Junta de Supervisión ha estado impulsando - a través del plan fiscal - una métrica de cumplimiento financiero que obligaría al Gobierno de Puerto Rico a despojarse de WIPR (privatizarse), ya sea mediante una transferencia de sus operaciones y facilidades hacia alguna entidad con o sin fines de lucro o venderla al sector privado.
Cónsono con eso - en medio de una pandemia y cuando 300,000 (trescientas mil) personas han perdido sus trabajos - la JSF tiene la brillante idea de otorgarle a la Asamblea Legislativa un par de días para aprobar una legislación que desmantele a WIPR, dejando en una incertidumbre laboral a decenas de trabajadores.
Las excusas que han usado – bastante pobres por cierto - son que la CPRDP es un gasto innecesario y que su programación no es atractiva para la audiencia.

## Administración
Administradores generales de servicios de radio y televisión del Departamento de Educación.
- Rafael Delgado Márquez (1958–1961)
- Jack Delano (1961–1968)
- Leopoldo Santiago Lavandero (1969) (6 meses)
- Elsie Calero (1970–1972)
- José Buitrago (Radio)
- José M. García (1973–1975)
- Alberto Cordero Albino (1975–1977)
- Manuel Collazo (1977) (en funciones)
- Elsie Calero (1977–1981)
- Héctor Suárez (1981) (en funciones)
- Jorge Inserni (1981–1983)
- Sigfredo Quiñones (1983-1984)
- Agustín Mercado (1985–1988)

Directores Ejecutivos / Presidentes (CPRDP)
- Carmen Junco (1988–1990)
- Dr. Pedro González Ramos (1990–1991)
- Eduardo Rivero Albino (1991–1993)
- Jorge Inserni (1993–2001)
- Linda Hernández (2001–2004)
- Yolanda Zavala (2004–2005)
- Víctor J. Montilla (2005–2009)
- Ray Cruz (2009–2012)
- Pedro Rua Jovet (2012–2013)
- Marietty Lasanta (2013-2014, 2019) (en funciones)
- Cecille Blondet Passalacqua (2014–2016)
- Dr. Rafael Batista Cruz (2017-2019)
- Eric Delgado (2019-presente)

## Televisión
WIPR Cuenta con 2 canales de Televisión
| Logo | Nombre                     | Programación                                                                                       | Fundación                                | Canales                                             |
| ---- | -------------------------- | -------------------------------------------------------------------------------------------------- | ---------------------------------------- | --------------------------------------------------- |
|      | WIPR-TV 62 años junto a ti | Canal principal generalista, con proramación variada, la mayoría de sus contenidos son nacionales. | 6 de enero de 1958                       | Canal 6 (Análogo) Canal 43 (UHF-TDT)Canal 6.1 (TDT) |
|      | WIPM-TV                    | Canal generalista, con programación educativa, su señal se encuentra en Mayagüez.                  | 22 de septiembre de 2014 (relanzamiento) | Canal 35 (UHF-TDT) Canal 3.1 (TDT)                  |

## Radio
WIPR Cuenta con 2 emisoras de radio
| Logo | Nombre                                                    | Programación                                                            | Fundación           | Emisoras |
| ---- | --------------------------------------------------------- | ----------------------------------------------------------------------- | ------------------- | -------- |
|      | WIPR-AM La Señal más Robusta Todo lo que quieres Escuchar | Emisora generalista, con programación informativa y de charlas.         | 26 de enero de 1949 | 940 AM   |
|      | WIPR-FM Donde la música y la cultura cautivan el alma     | Emisora secundaria, con programación musical de ópera y música clásica. | 3 de junio de 1960  | 91.3 FM  |